# Пуцзи
Пуцзи — місто повітового підпорядкування повіту Цзяї, Республіка Китай.

## Історія
Поселення раніше носило назву Пхо-а-Кха  У 1920 році, під час правління Японії, місто було перейменовано Бокуши (яп. 朴子街)  і підпорядковане району Тосекі префектури Тайнань.
Після Другої світової війни і передачі Японією острова Тайвань Китайській республіці в жовтні 1945 року  містечко Пуцзи було включено до складу округу Тайнань. 11 грудня 1945 року була створено бюро Пуцзи. У жовтні 1950 року було створено уряд повіту Цзяї, і містечко Пуцзи було включено до складу округу Цзяї як сільське селище. 1 липня 1992 року містечко Пуцзи було перетворено на місто повітового підпорядкування.

## Географія
- Площа: 49,57 км²
- Населення: 41 043 людини (травень 2022)